# ماتريوشكا

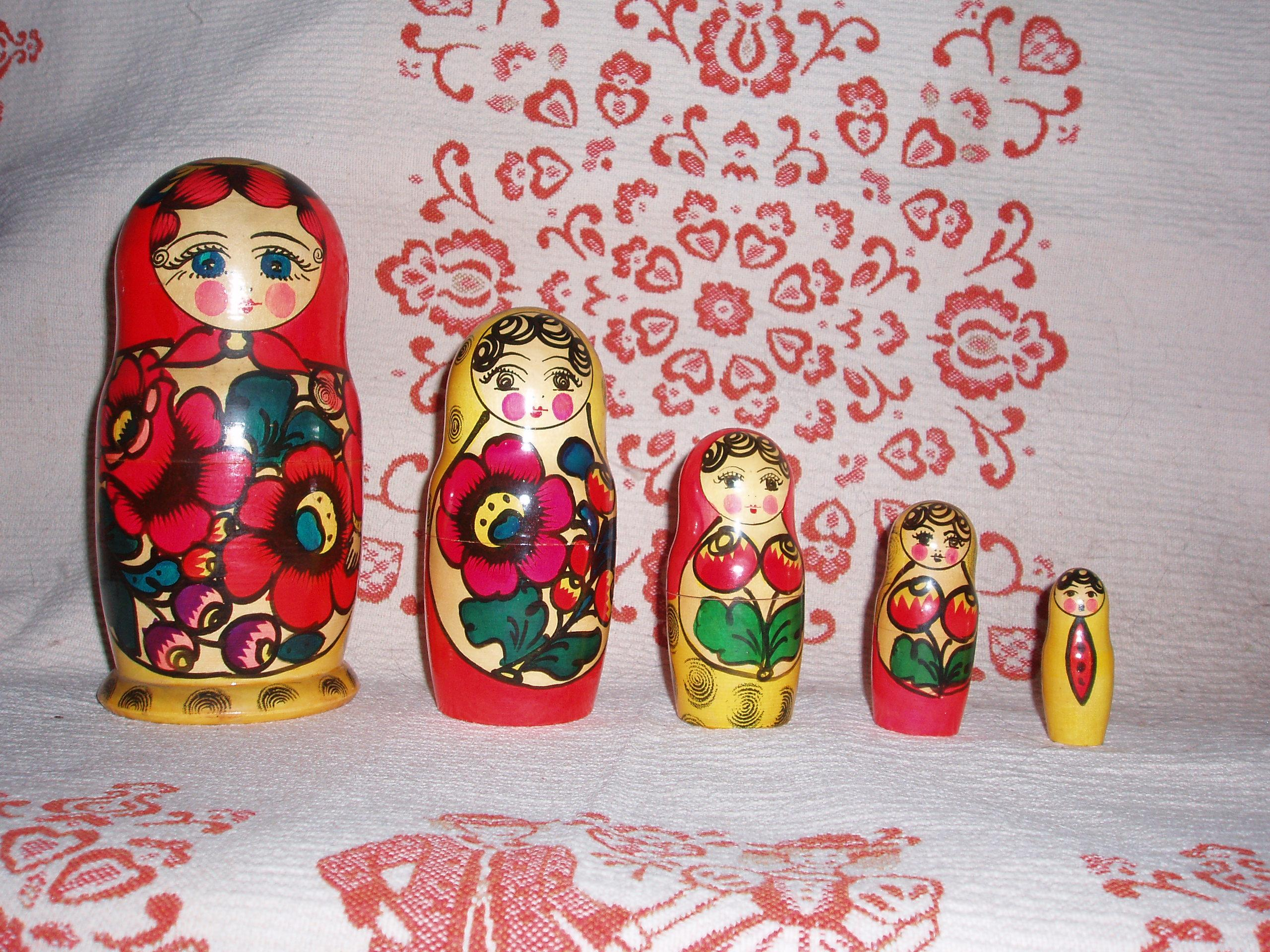
مجموعة دمى ماتريوشكا على التوالي

دمية ماتريوشكا أو المَترِيُشكة أو دمى الشاي الروسية. هي مجموعة من الدمى الخشبية ذات الحجم المتناقص موضوعة الواحدة داخل الأخرى. الاسم ماتريوشكا، حرفيًا «الأم الصغيرة»، وهو شكل تصغيري للأنثى الروسية «ماتريونا» (Матрёна) أو «ماتريوشا». تتكون مجموعة الماتريوشكا من تمثال خشبي ينفصل في المنتصف ومن الأعلى عن الأسفل ليكشف عن شخصية أصغر من نفس النوع بالداخل والتي بدورها بداخلها شخصية أخرى وهكذا. تم صنع أول مجموعة دمى روسية متداخلة في عام 1890م من قبل حرفي خراطة الخشب ونحات الخشب فاسيلي زفيوزدوتشكين من تصميم سيرجي ماليوتين، الذي كان رسامًا تقليديًا للحرف الشعبية في أبرامتسيفو.
الطبقة الخارجية هي امرأة ترتدي السارافان، وهو فستان طويل وعديم الشكل للفلاحين الروس التقليدي. قد تكون الأرقام الموجودة بالداخل من أي جنس؛ أصغر دمية في العمق هي عادة طفل يتحول من قطعة واحدة من الخشب. يوجد الكثير من البراعة الفنية في لوحة كل دمية، والتي يمكن أن تكون متقنة للغاية. غالبًا ما تتبع الدمى موضوعًا؛ قد تختلف المواضيع، من الشخصيات الخيالية إلى القادة السوفييت. في الغرب، غالبًا ما يشار إلى دمى ماتريوشكا على أنها دمى بابوشكا، بابوشكا تعني «الجدة» أو «المرأة العجوز».

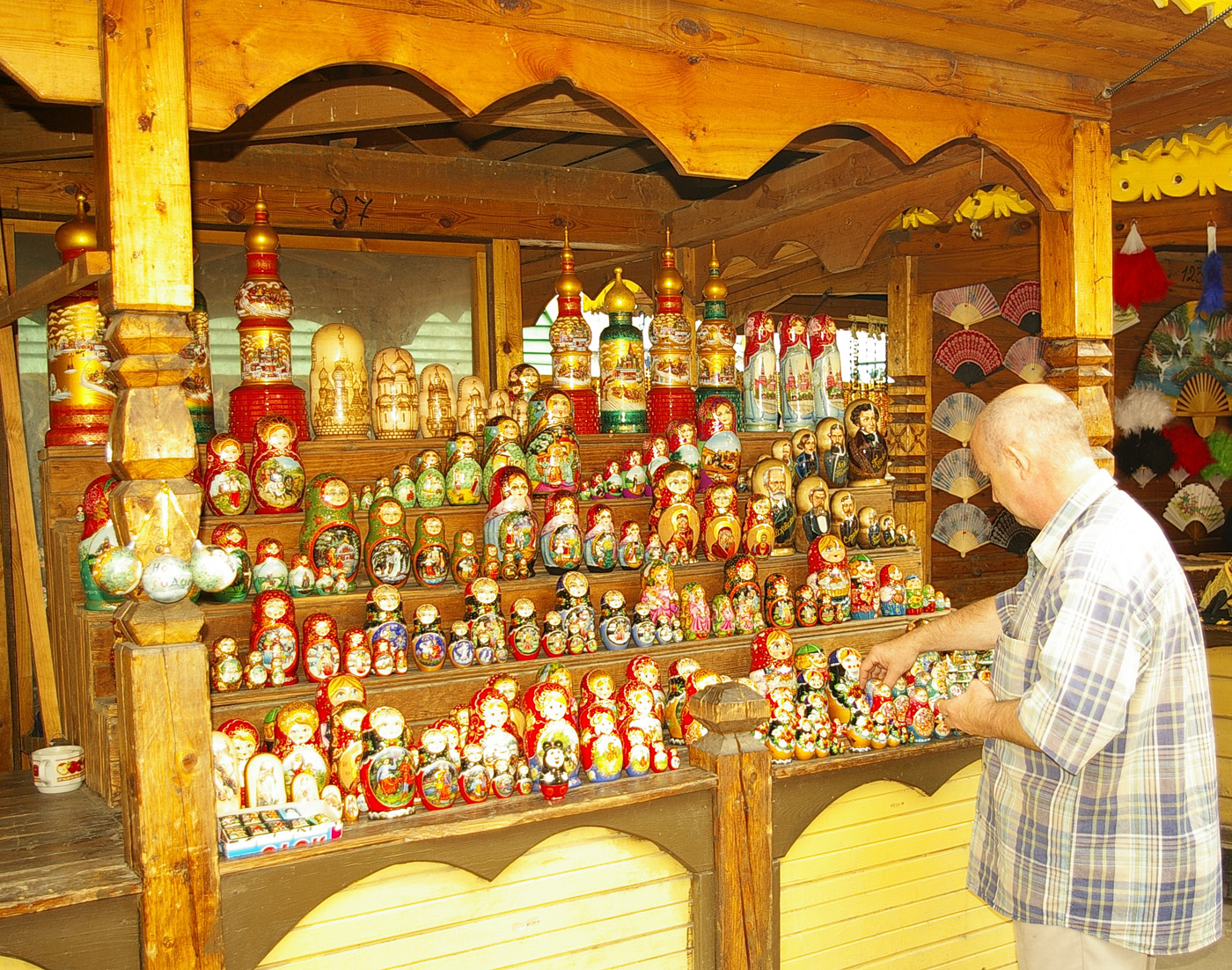
سوق Izmaylovo مع ماتريوشكا، موسكو

## تاريخها
تم نحت أول مجموعة دمى روسية متداخلة في عام 1890م في ورشة تعليم الأطفال بواسطة فاسيلي زفيوزدوتشكين وصممها سيرجي ماليوتين، الذي كان رسامًا للحرف الشعبية في ملكية أبرامتسيفو في سافا مامونتوف، صناعي روسي وراعي الفنون. أنشأ شقيق مامونتوف، أناتولي إيفانوفيتش مامونتوف (1839-1905) ورشة تعليم الأطفال لصنع وبيع لعب الأطفال. تم رسم مجموعة الدمية بواسطة Malyutin. تتكون مجموعة دمى ماليوتين من ثماني دمى - كان الأب في الطرف الآخر أمًا ترتدي فستانًا تقليديًا وتمسك ديكًا أحمر اللون. الدمى الداخلية كانت أطفالها، بناتها وصبيها، والأعمق يتوسد فيه طفل. تم إغلاق ورشة تعليم الأطفال في أواخر تسعينيات القرن التاسع عشر، لكن تقليد ماتريوشكا انتقل ببساطة إلى سيرجيف بوساد، المدينة الروسية المعروفة باسم مركز صناعة الألعاب منذ القرن الرابع عشر. مصدر إلهام دمى ماتريوشكا غير واضح. يعتقد أن الدمى مستوحيان من ثقافة شرق آسيا، على سبيل المثال، دمية هونشو، التي سميت على اسم الجزيرة الرئيسية في اليابان، ومع ذلك، لا يمكن وضع شخصيات هة نشو داخل بعضها البعض. تختلف المصادر في أوصاف الدمية، حيث تصفها إما بأنها دمية داروما مستديرة مجوفة، تصور راهبًا بوذيًا أصلعًا عجوزًا، أو دمية تعشيش سبعة لاكي جودز. قدمت زوجة سافا مامونتوف الدمى في معرض يونيفرسال في باريس عام 1900، حيث حصلت اللعبة على ميدالية برونزية. بعد فترة وجيزة، تم تصنيع دمى ماتريوشكا في عدة أماكن في روسيا وشحنها حول العالم.

## صناعتها
عادة، تصنع هذه الدمى من أشجار الزيزفون. هناك اعتقاد خاطئ شائع بأنها منحوتة من قطعة واحدة من الخشب. بدلاً من ذلك، يتم إنتاجها باستخدام: مخرطة مزودة بقضيب موازنة؛ أربعة أنواع ثقيلة بطول 2 قدم (0.61 م) طويلة مميزة من الأزاميل (خطاف، سكين، ماسورة، وملعقة)؛ و«مجموعة من الفرجار الخشبي المصنوع يدويًا بحجم الدمية». الأدوات مصنوعة يدويًا بواسطة حداد قرية من محاور السيارات أو غيرها من وسائل الإنقاذ. يصنع نحات الخشب بشكل فريد كل مجموعة من الفرجار الخشبي. تم نحت العديد من القطع الخشبية بدقة في مجموعة التعشيش.

### ثيمات الدمى
غالبًا ما يتم تصميم دمى ماتريوشكا لتتبع موضوعًا معينًا؛ على سبيل المثال، الفتيات الفلاحات بالزي التقليدي. في الأصل، غالبًا ما كانت الموضوعات مستمدة من التقاليد أو الشخصيات الخيالية، تمشيا مع التقاليد الحرفية - ولكن منذ أواخر القرن العشرين، احتضنت مجموعة أكبر، بما في ذلك القادة الروس. الموضوعات المشتركة لماتريوشكا هي الأزهار وتتعلق بالطبيعة. غالبًا ما يتم استخدام عيد الميلاد وعيد الفصح والدين كموضوعات للدمية. ابتكر الفنانون المعاصرون العديد من الأنماط الجديدة لدمى التعشيش، في الغالب كخيار شراء بديل للسياحة. وتشمل هذه المجموعات الحيوانية، والصور الشخصية، والرسوم الكاريكاتورية للسياسيين المشهورين، والموسيقيين، والرياضيين، ورواد الفضاء، و"الروبوتات"، ونجوم السينما المشهورين. اليوم، يتخصص بعض الفنانين الروس في رسم دمى ماتريوشكا ذات الطابع الخاص والتي تتميز بفئات محددة من الموضوعات أو الأشخاص أو الطبيعة. تشمل المناطق ذات أنماط ماتريوشكا البارزة سيرجيف بوساد، سيميونوفو (الآن مدينة سيميونوف)، وميدان بولكوفسكي، ومدينة كيروف.

## سياسة ماتريوشكا
في أواخر الثمانينيات وأوائل التسعينيات خلال فترة البريسترويكا، سمحت حرية التعبير لقادة الاتحاد السوفيتي بأن يصبحوا موضوعًا مشتركًا لماتريوشكا، مع أكبر دمية تصور الزعيم آنذاك ميخائيل جورباتشوف. أصبحت هذه الأشياء شائعة جدًا في ذلك الوقت، حيث اكتسبت بمودة لقب جوربا أو جوربي، الذي يحمل الاسم نفسه لغورباتشوف. مع الخلافة الدورية للقيادة الروسية بعد انهيار الاتحاد السوفيتي، ستبدأ الإصدارات الأحدث في الظهور الرؤساء الروس بوريس يلتسين وفلاديمير بوتين وديمتري ميدفيديف. تتميز معظم المجموعات بالزعيم الحالي باعتباره أكبر دمية، مع تناقص حجم أسلافه. قد تظهر الدمى الأصغر المتبقية قادة سابقين آخرين مثل ليونيد بريجنيف ونيكيتا خروتشوف وجوزيف ستالين وفلاديمير لينين، وأحيانًا العديد من القياصرة المهمين مثل نيكولاس الثاني وبيتر الأكبر. نادرًا ما يظهر يوري أندروبوف وكونستانتين تشيرنينكو بسبب قصر مدة كل منهما. قد تتميز بعض المجموعات الأقل شيوعًا بالزعيم الحالي باعتباره أصغر دمية، مع زيادة حجم أسلافه، وعادة ما يكون ستالين أو لينين أكبر دمية. تم صنع بعض المجموعات التي تشمل يلتسين قبل غورباتشوف خلال الفترة القصيرة بين إنشاء رئيس جمهورية روسيا الاتحادية الاشتراكية السوفياتية وانهيار الاتحاد السوفيتي، حيث كان يلتسين وغورباتشوف في نفس الوقت في مناصب حكومية بارزة. خلال رئاسة ميدفيديف، قد يتشارك كل من ميدفيديف وبوتين في أكبر دمية نظرًا لأن بوتين لا يزال يلعب دورًا بارزًا في الحكومة كرئيس وزراء لروسيا. اعتبارًا من إعادة انتخاب بوتين كرئيس رابع لروسيا، سيخلف ميدفيديف عادة يلتسين وسبق بوتين في الترتيب، نظرًا لدور بوتين فقط كأكبر دمية. عادة ما يتراوح الماتريوشكا السياسي بين خمسة وعشرة دمى لكل مجموعة.

## رقم قياسي عالمي
أكبر مجموعة من دمى ماتريوشكا في العالم هي مجموعة مكونة من 51 قطعة رسمت باليد من قبل يوليا بيريزنيتسكايا الروسية، اكتملت في عام 2003. أطول دمية في المجموعة يبلغ قياسها 53.97 سم (21.25 بوصة)؛ أصغر 0.31 سم (0.12 بوصة). تم ترتيب الدمى جنبًا إلى جنب بطول 3.41 متر (11 قدمًا 2.25 بوصة).

## الاستعارة

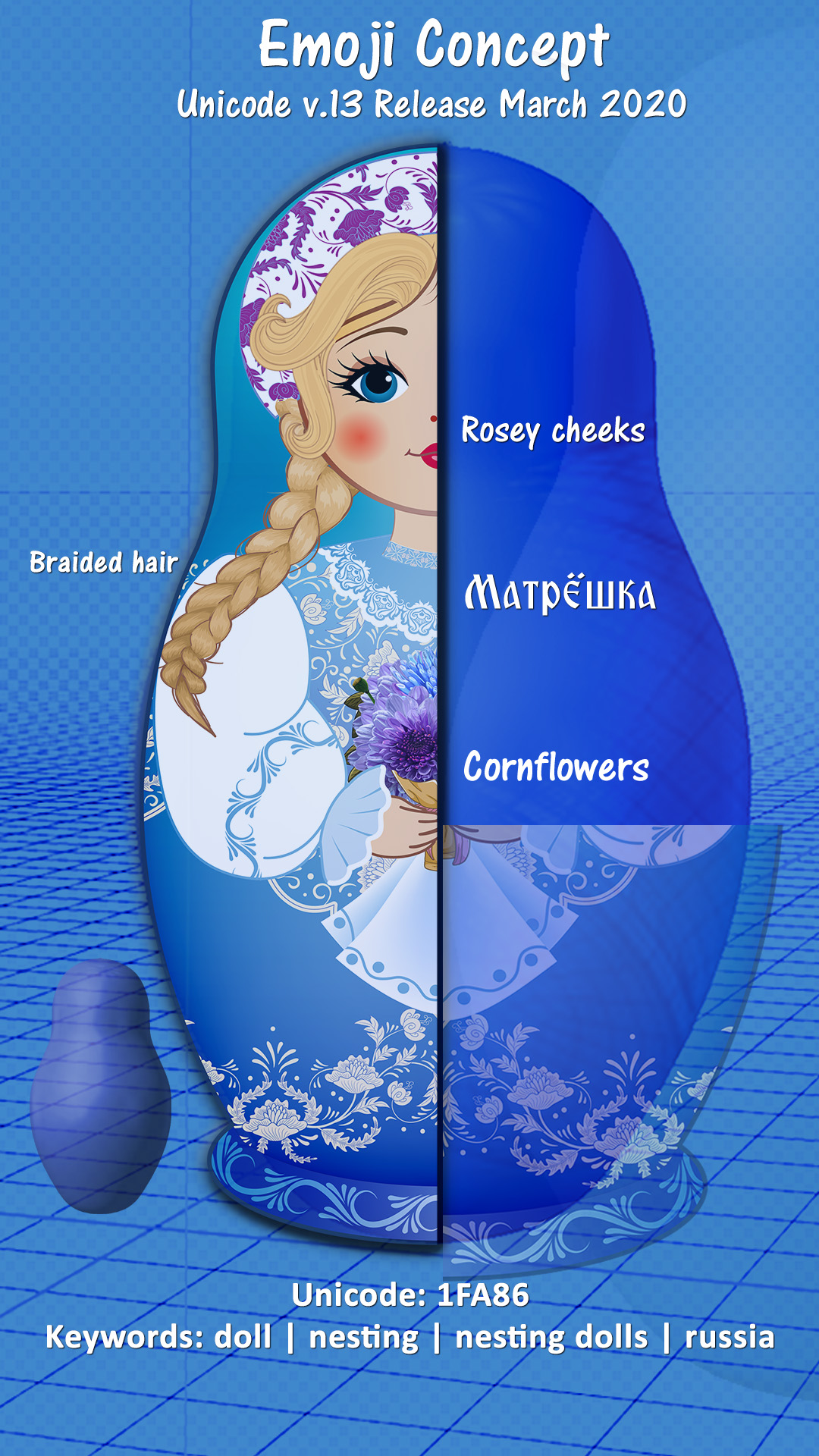
مفهوم الرموز التعبيرية الأصلية كما تم تقديمه إلى اتحاد يونيكود بواسطة جيف غراي.

يتم استخدام مفهوم الدمى الروسية كمثال مرئي في مواضيع مختلفة غالبًا ما يُنظر إلى ماتريوشكا كرمز للجانب الأنثوي من الثقافة الروسية.[بحاجة لمصدر] ماتريوشكا مرتبط في روسيا بالأسرة والخصوبة. ماتروشكا يستخدم كرمز للقب روسيا الأم. دمى ماتريوشكا هي تمثيل تقليدي للأم التي تحمل طفلاً بداخلها ويمكن اعتبارها تمثيلاً لسلسلة من الأمهات يحملن إرث الأسرة من خلال الطفل في رحمهن. علاوة على ذلك، تُستخدم دمى ماتريوشكا لتوضيح وحدة الجسد والروح والعقل والقلب والروح. يتم استخدام ماتريوشكا أيضًا بشكل مجازي، كنموذج تصميم، يُعرف باسم «مبدأ ماتريوشكا» أو «مبدأ الدمية المتداخلة». إنه يشير إلى علاقة يمكن التعرف عليها من «كائن داخل كائن مشابه» تظهر في تصميم العديد من الكائنات الطبيعية والصناعية الأخرى. تتضمن أمثلة هذا الاستخدام دماغ ماتريوشكا، وتنسيق حاوية وسائط ماتريوشكا، ونموذج الدمية الروسية للأنابيب النانوية الكربونية متعددة الجدران. استعارة البصل مماثلة. إذا تم تقشير الطبقة الخارجية من البصل، يوجد بصل مماثل. يتم استخدام هذا الهيكل من قبل المصممين في تطبيقات مثل طبقات الملابس أو تصميم الطاولات، حيث توجد طاولة أصغر داخل طاولة أكبر، وطاولة أصغر بداخلها. تُستخدم استعارة دمية ماتريوشكا (أو ما يعادلها من البصل) أيضًا في وصف الشركات الوهمية وهياكل الشركات المماثلة المستخدمة في سياق مخططات التهرب الضريبي في الولايات القضائية منخفضة الضرائب (على سبيل المثال، الملاذات الضريبية الخارجية). كما تم استخدامه لوصف الأقمار الصناعية والأسلحة المشتبه بها في الفضاء.

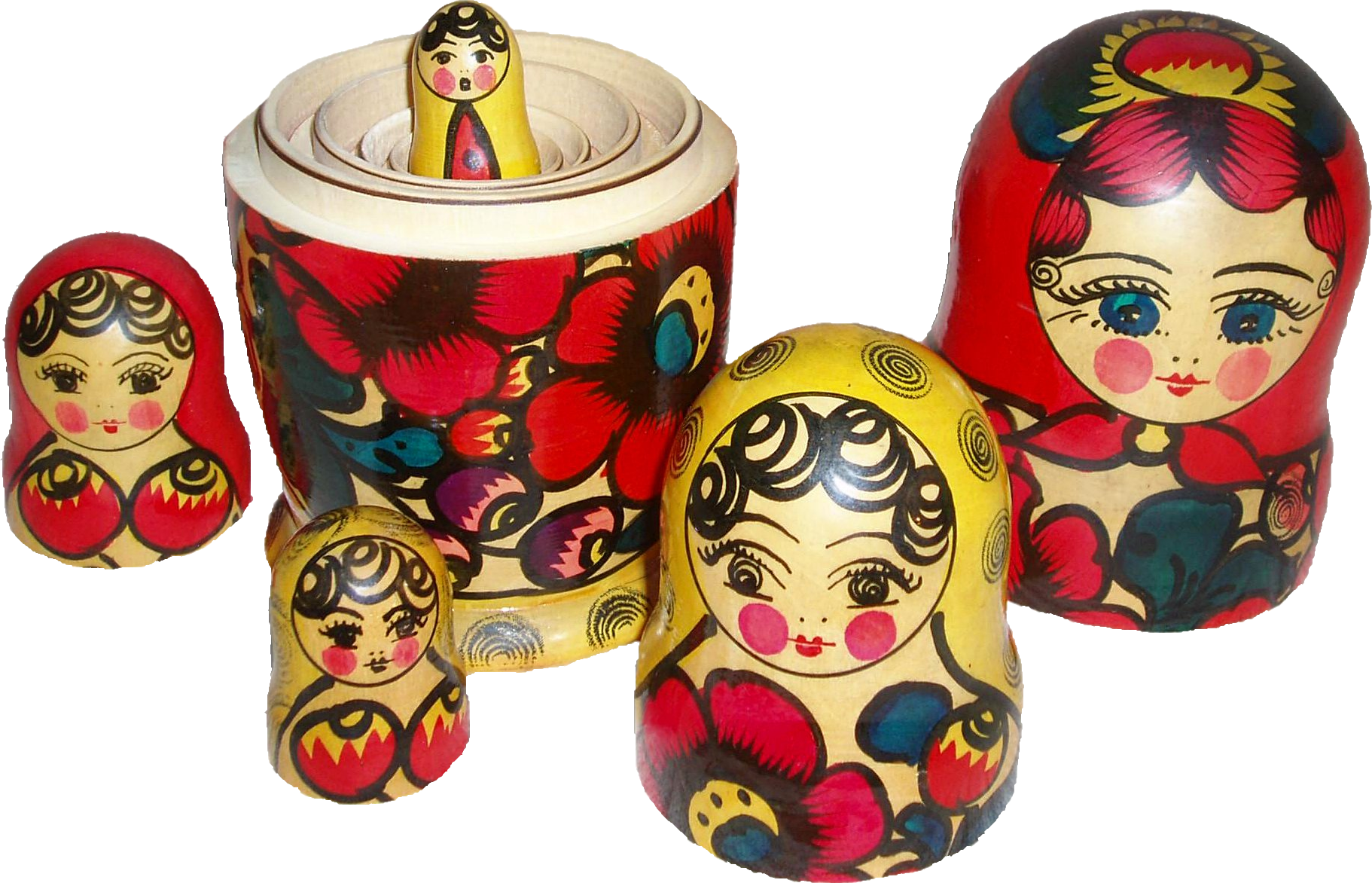
يستخدم مفهوم الدمى الروسية كمثال مرئي في مواضيع مختلفة.

*في عام 2020، وافق اتحاد يونيكود على دمية ماتريوشكا كأحد الشخصيات التعبيرية الجديدة في الإصدار 13. وتم تقديم رمز ماتريوشكا أو دمية التعشيش للكونسورتيوم من قبل جيف جراي، كرمز غير ديني وغير سياسي للثقافة الروسية-الشرقية الأوروبية-الآسيوية.

## معرض صور

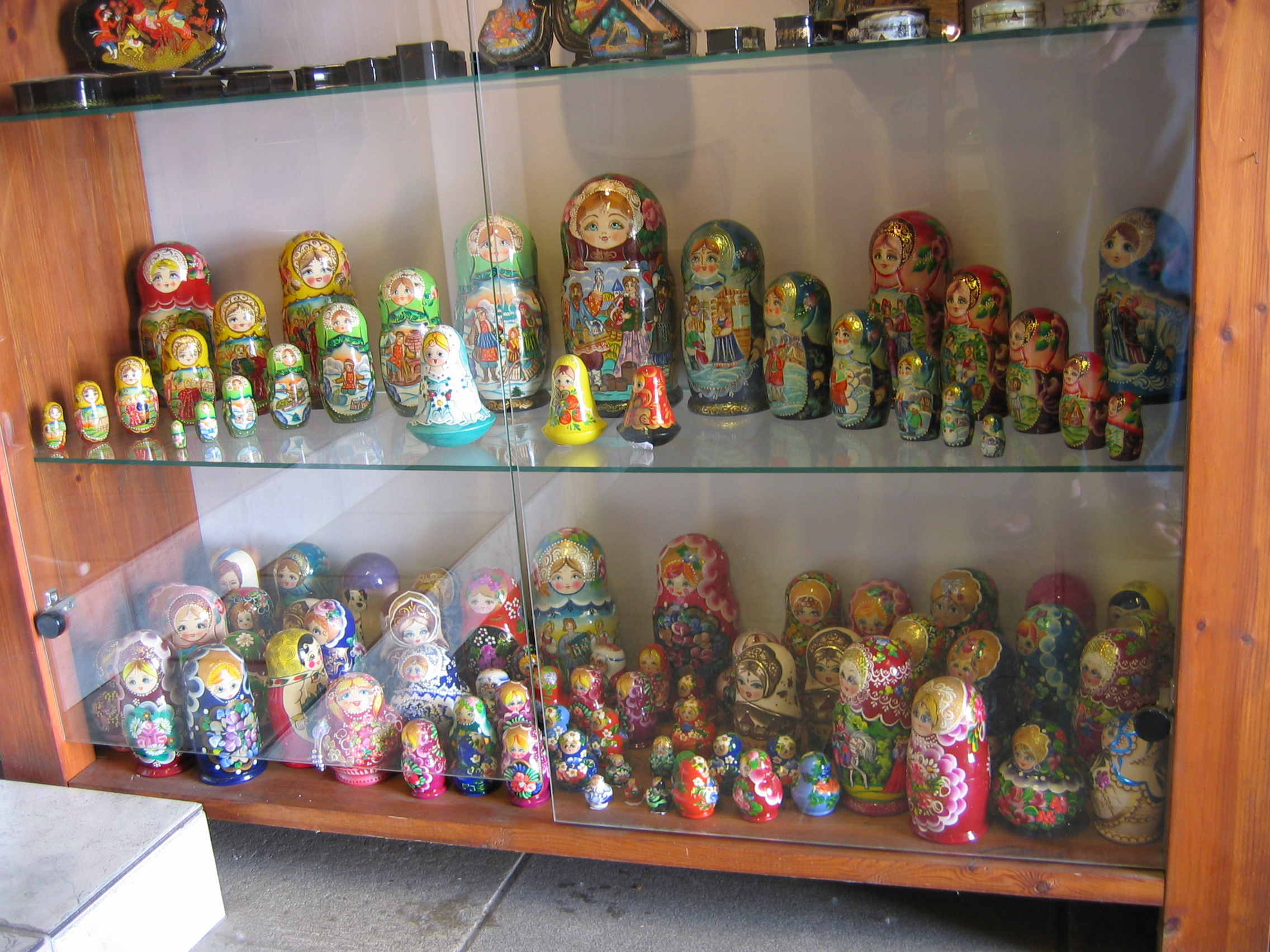
دمى ماتريوشكا في تالين، إستونيا
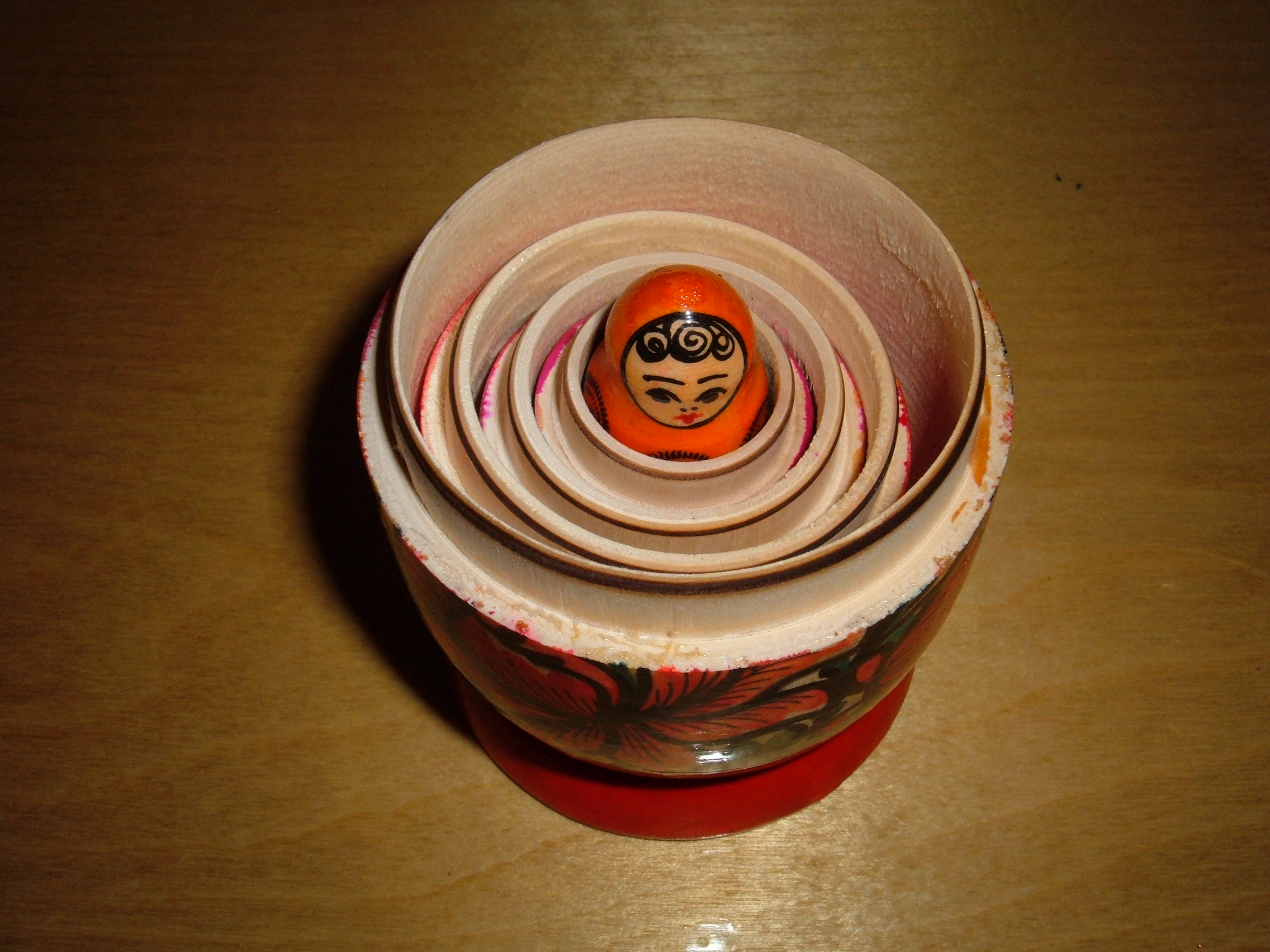
نموذج لماتريوشكا مفتوحة
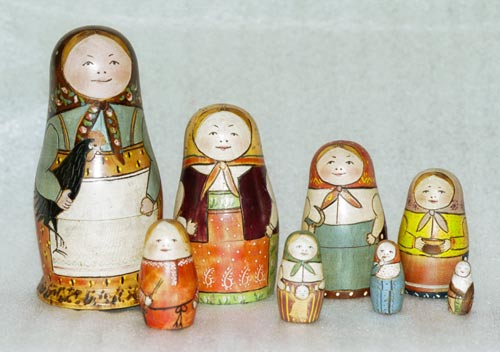
مجموعة دمى ماتريوشكا الأصلية بواسطة ماليوتين وزفيوزدوتشكين 1892
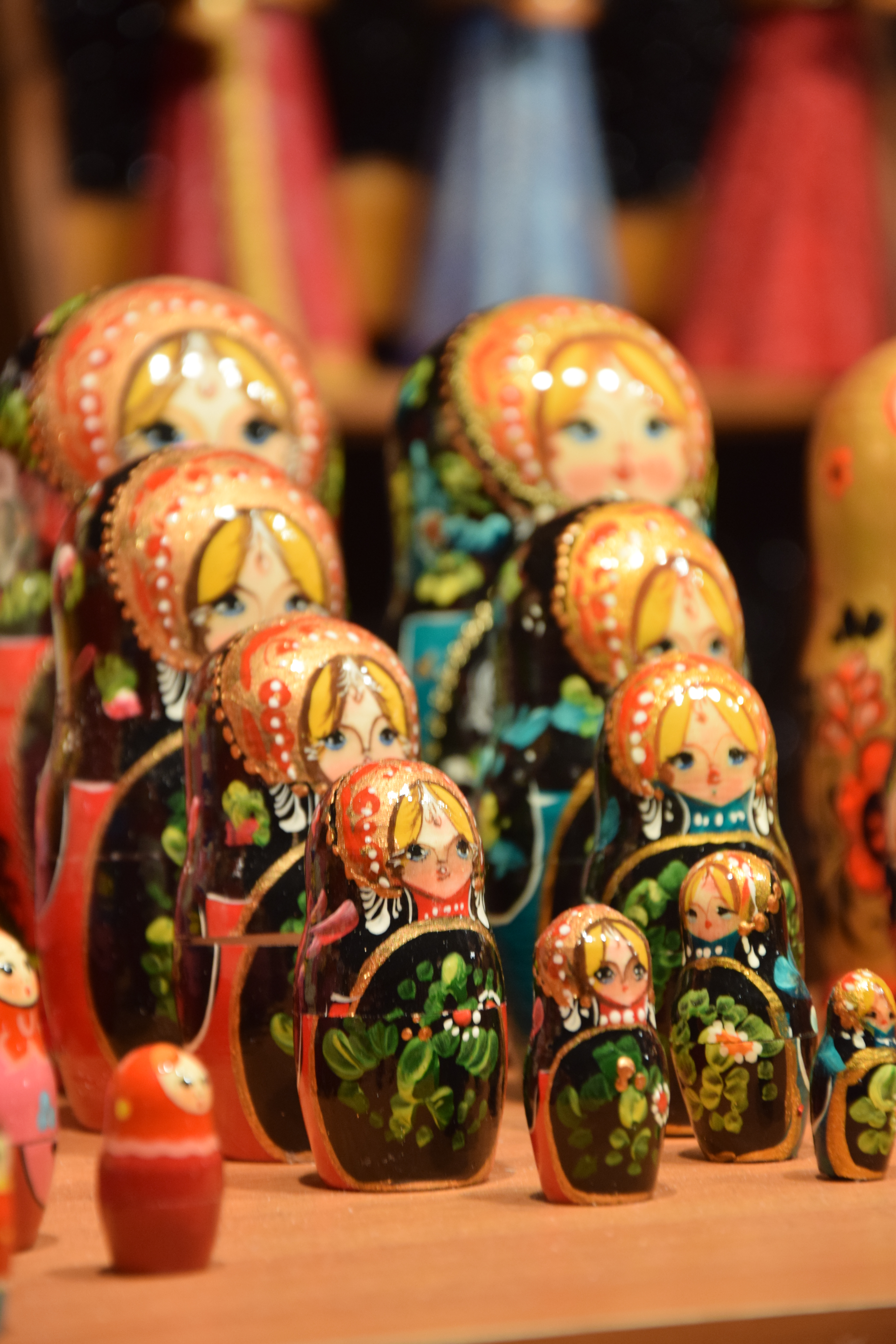
دمى ماتريوشكا الألزاسي
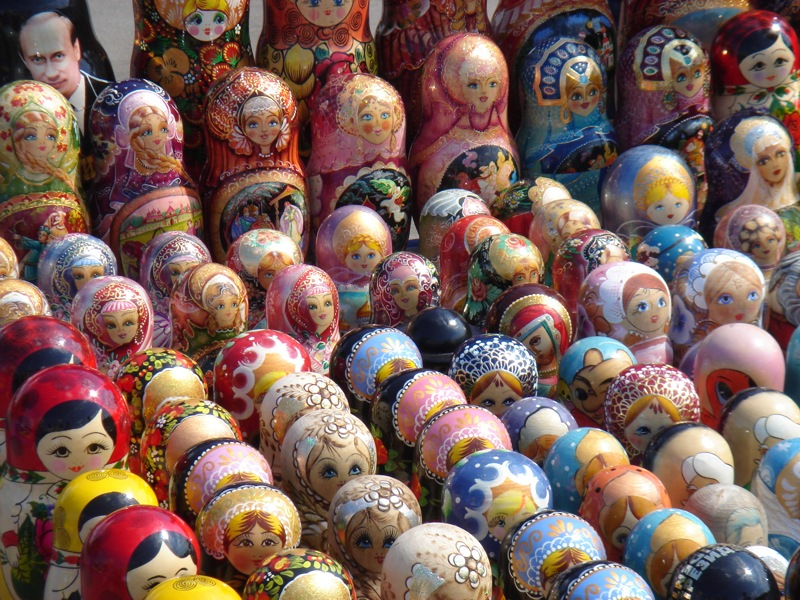
ماتريوشكاس هي تذكار شهير للسياح في روسيا